# Claudia Nystad
Claudia Nystad (geboren als: Claudia Künzel) (Zschopau, 1 februari 1978) is een Duitse langlaufster. Ze vertegenwoordigde haar vaderland op de Olympische Winterspelen 2002 in Salt Lake City, Verenigde Staten en op de Olympische Winterspelen 2006 in Turijn, Italië.

## Carrière
Künzel maakte in maart 1998 in het Finse Lahti haar wereldbekerdebuut, anderhalf jaar later scoorde ze in Kitzbühel haar eerste wereldbekerpunten. In december 2000 finishte de Duitse voor de eerste maal in haar carrière in de top tien, een maand later finishte ze in Nové Mesto voor het eerst op het podium. Op de wereldkampioenschappen langlaufen 2001 in Lahti eindigde Künzel als veertiende op de sprint, als zeventiende op de 15 kilometer klassiek en als zevenentwintigste op de achtervolging. Samen met Viola Bauer, Manuela Henkel en Evi Sachenbacher eindigde ze als vierde op de 4x5 kilometer estafette. Tijdens de Olympische Winterspelen van 2002 in Salt Lake City eindigde Künzel als vierde op de sprint en als zesentwintigste op de 15 kilometer vrije stijl. Op de estafette veroverde ze samen met Manuela Henkel, Viola Bauer en Evi Sachenbacher de gouden medaille. In Val di Fiemme nam de Duitste deel aan de wereldkampioenschappen langlaufen 2003, op dit toernooi sleepte ze de zilveren medaille in de wacht op de sprint. Daarnaast eindigde ze als elfde op de achtervolging en als negentiende op de 30 kilometer vrije stijl, op de 4x5 kilometer estafette legde ze samen met Manuela Henkel, Viola Bauer en Evi Sachenbacher beslag op de wereldtitel. In januari 2004 boekte Künzel in Otepää, Estland haar eerste wereldbekerzege. Op de wereldkampioenschappen langlaufen 2005 in Oberstdorf eindigde de Duitse als zesde op de 30 kilometer klassiek, als tiende op de achtervolging en als veertiende op de sprint. Samen met Viola Bauer eindigde ze als vierde op het onderdeel teamsprint, op de estafette eindigde ze samen met Stefanie Böhler, Viola Bauer en Evi Sachenbacher op de vierde plaats. Tijdens de Olympische Winterspelen van 2006 veroverde Künzel de zilveren medaille op de sprint, op de 30 kilometer vrije stijl eindigde ze als zesde en op de 10 kilometer klassiek als zeventiende. Op de 15 kilometer achtervolging eindigde ze op de achttiende plaats, samen met Stefanie Böhler, Viola Bauer en Evi Sachenbacher-Stehle sleepte ze de zilveren medaille in de wacht op de estafette. Op de wereldkampioenschappen langlaufen 2007 in Sapporo, Japan eindigde de Duitse als vijftiende op de 10 kilometer vrije stijl, als zeventiende op de achtervolging en als zesentwintigste op de 30 kilometer klassiek. Samen met Evi Sachenbacher-Stehle legde ze beslag op de zilveren medaille op het onderdeel teamsprint, op de estafette veroverde ze samen met Stefanie Böhler, Viola Bauer en Evi Sachenbacher-Stehle de zilveren medaille. In Liberec nam Nystad deel aan de wereldkampioenschappen langlaufen 2009, op dit toernooi eindigde ze als negentiende op de sprint en als drieëntwintigste op de 30 kilometer vrije stijl. Op de 4x5 kilometer estafette sleepte ze samen met Katrin Zeller, Miriam Gössner en Evi Sachenbacher-Stehle de zilveren medaille in de wacht.

## Resultaten

### Olympische Spelen
| Jaar | Plaats         | Resultaten |
| ---- | -------------- | --- |
| 2002 | Salt Lake City | 4e Sprint (vrije stijl) · 26e 15 km (vrije stijl) · 4x5 km estafette                                                     |
| 2006 | Turijn         | Sprint (vrije stijl) · 6e 30 km (vrije stijl) · 17e 10 km (klassieke stijl) · 18e 15 km achtervolging · 4x5 km estafette |

### Wereldkampioenschappen
| Jaar | Plaats        | Resultaten |
| ---- | ------------- | --- |
| 2001 | Lahti         | 14e Sprint (vrije stijl) 17e 15 km (klassieke stijl) 27e 10 km achtervolging 4e 4x5 km estafette                                |
| 2003 | Val di Fiemme | Sprint (vrije stijl) · 11e 10 km achtervolging · 19e 30 km (vrije stijl) · 4x5 km estafette                                     |
| 2005 | Oberstdorf    | 6e 30 km (klassieke stijl) 10e 15 km achtervolging 14e Sprint (klassieke stijl) 4e Teamsprint (vrije stijl) 4e 4x5 km estafette |
| 2007 | Sapporo       | 15e 10 km (vrije stijl) · 17e 15 km achtervolging · 26e 30 km (klassieke stijl) · teamsprint (vrije stijl) · 4x5 km estafette   |
| 2009 | Liberec       | 19e Sprint (vrije stijl) · 23e 30 km (vrije stijl) · DNF 15 km achtervolging · 4x5 km estafette                                 |

### Wereldbeker

#### Eindklasseringen
| Seizoen   | Plaats | Punten |
| --------- | ------ | ------ |
| 1999/2000 | 71e    | 11     |
| 2000/2001 | 23e    | 166    |
| 2001/2002 | 41e    | 76     |
| 2002/2003 | 7e     | 466    |
| 2003/2004 | 7e     | 762    |
| 2004/2005 | 5e     | 613    |
| 2005/2006 | 7e     | 571    |
| 2006/2007 | 13e    | 369    |
| 2007/2008 | 8e     | 921    |
| 2008/2009 | 13e    | 571    |

#### Wereldbekerzeges
| Nr. | Datum            | Plaats  | Onderdeel                |
| --- | ---------------- | ------- | ------------------------ |
| 1.  | 11 januari 2004  | Otepää  | 15 km (vrije stijl)      |
| 2.  | 14 maart 2008    | Bormio  | 2,5 km (vrije stijl) WBF |
| 3.  | 27 december 2008 | Oberhof | 2,8 (vrije stijl) TdS    |
| 4.  | 20 maart 2009    | Falun   | 2,2 km (vrije stijl) WBF |

*TdS = Etappezege in de Tour de Ski
*WBF = Etappezege in de wereldbekerfinale.